# Eyes on Me (Wang Fei)
Eyes on Me è un brano musicale pop interpretato dalla cantante cinese Faye Wong e composto da Nobuo Uematsu per la colonna sonora del videogioco Final Fantasy VIII. Il testo del brano, opera di Kako Someya, racconta del sogno romantico di una cantante di un bar di avere una storia d'amore con un uomo fra il pubblico, proprio come accade nel videogioco.

## Il singolo
Il brano è stato pubblicato come singolo in Giappone il 24 febbraio 1999. È stato il primo brano musicale nella storia dei videogiochi a vincere un premio in occasione del quattordicesimo Japan Gold Disc Award, nella categoria "Canzone dell'anno" nel 2000.
Il disco ha venduto oltre 500 000 copie,diventando la colonna sonora di un videogioco più venduto in Giappone, sino alla pubblicazione di Hikari di Utada Hikaru per Kingdom Hearts.
Il lato B del singolo contiene una ballad Red Bean (紅豆 (hóng dòu?)), scritta da Jim Lau con testo in cinese di Lin Xi. Il titolo giapponese del brano è Akashia no Mi (アカシアの実?, Acacia Seeds). Il brano è stato incluso nell'album di Faye Wong del 1998 Scenic Tour, insieme ad una versione in cantonese dello stesso, intitolato Repayment.

## Il brano nel videogioco
Nella storia di Final Fantasy VIII, il brano è scritto dal personaggio di Julia Heartilly, una pianista di cui è innamorato il personaggio di Laguna Loire. Durante il gioco, il brano si sente ripetutamente in varie versioni, compresa una versione strumentale intitolata Julia. Il brano, nella versione originale, si può sentire durante una scena in cui Squall Leonhart e Rinoa Heartilly sono a bordo del Lagunarock. Il brano viene nuovamente suonato alla fine del gioco.
Il brano è molto popolare fra i videogiocatori occidentali, ed ha contribuito a far conoscere Faye Wong in occidente.

## Tracce
CD Single
1. Eyes on Me - 5:36
2. Red Bean - 4:15
3. Eyes on Me (Instrumental) - 5:42

## Altre versioni
Un remix del brano in versione eurodance/happy hardcore è stato registrato per la compilation del 2000 legata a Dancemania ed intitolata Speed 4. Questo remix è stato successivamente incluso nella pubblicazione giapponese dell'album del 2000 di Faye Wong, Fable, oltre che nella prima raccolta dei migliori brani della serie Dancemania Speed.
Nel 2004, una versione del brano in lingua giapponese intitolato Summer Album (夏のアルバム?, Natsu no Arubamu) con testo di Kazushige Nojima è stato incluso nell'album Final Fantasy Song Book: Mahoroba.
Il brano è stato inoltre oggetto di cover da parte di numerosi artisti, fra cui Ailyn nel 2005, Angela Aki nel 2006, e della band italiana Ancient Bards nel 2010.